# Circondario di Caltagirone
Il circondario di Caltagirone era uno dei quattro circondari in cui era suddivisa la provincia di Catania, esistito dal 1861 al 1927.

## Storia
Con l'Unità d'Italia (1861) la suddivisione in province e circondari stabilita dal Decreto Rattazzi fu estesa all'intera Penisola.
Il circondario di Caltagirone fu abolito, come tutti i circondari italiani, nel 1927, nell'ambito della riorganizzazione della struttura statale voluta dal regime fascista.

## Geografia antropica

### Suddivisioni amministrative
Nel 1863, la composizione del circondario era la seguente:
- mandamento I di Caltagirone
  - Caltagirone
- mandamento II di Granmichele
  - Granmichele
- mandamento III di Licodia
  - Licodia
- mandamento IV di Militello in Val di Catania
  - Militello in Val di Catania
- mandamento V di Mineo
  - Mineo
- mandamento VI di Mirabella Imbaccari
  - Mirabella Imbaccari; San Michele di Ganzaria; San Cono
- mandamento VII di Palagonia
  - Palagonia
- mandamento VIII di Rammacca
  - Raddusa; Rammacca
- mandamento IX di Vizzini
  - Vizzini